# Mosbacher Fayencen

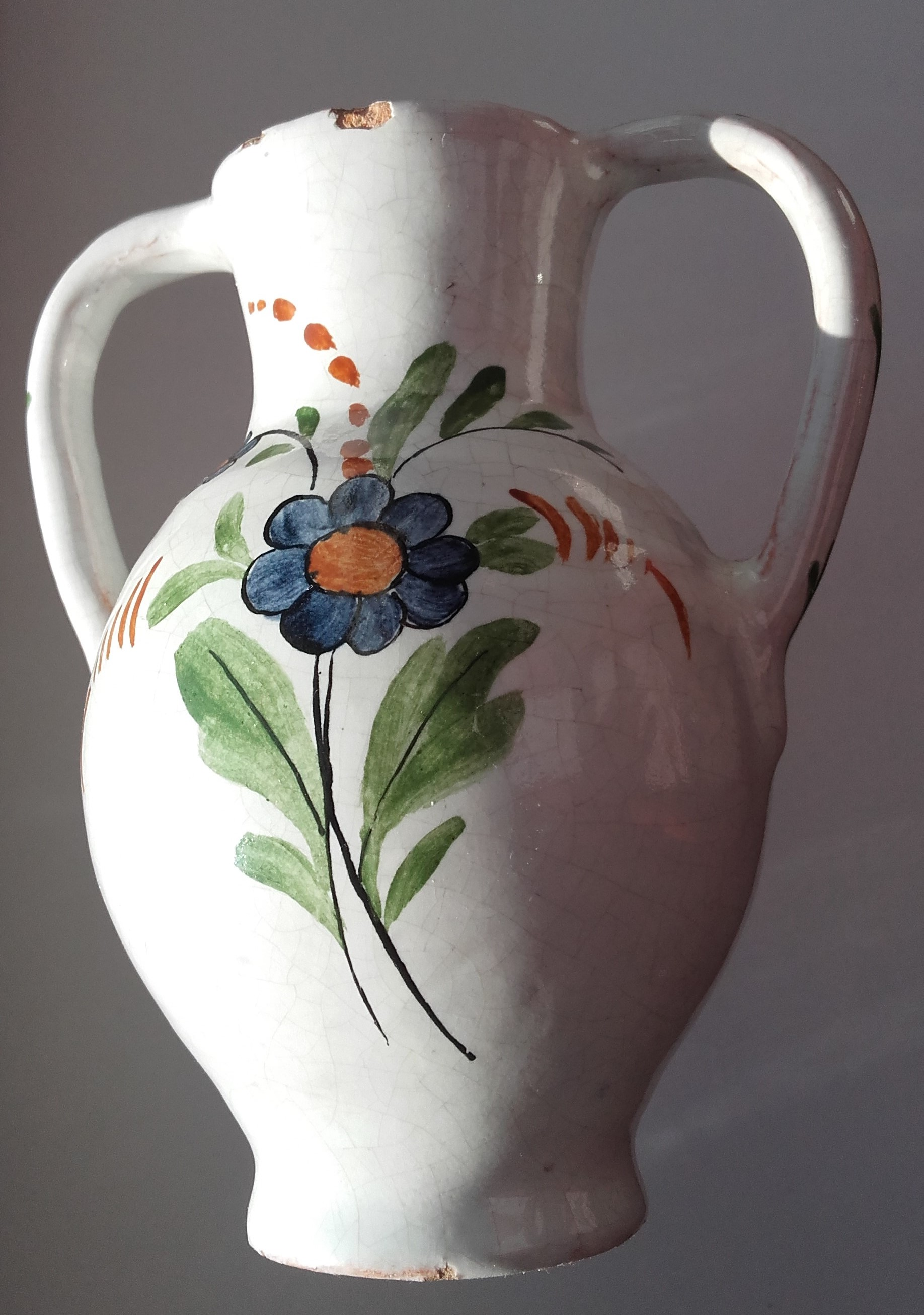
Mosbacher Fayence, Doppelhenkelkrug

Als Mosbacher Fayencen werden die Produkte der Manufaktur in Mosbach, Baden-Württemberg, bezeichnet, in der zwischen 1770 und 1836 vorrangig Gebrauchskeramik aus Fayence hergestellt wurden.

## Geschichte
Am 23. April 1770 erhielt Pierre Berthevin, der von 1766 bis 1769 die schwedische Fayencemanufaktur Marieberg leitete, von Kurfürst Karl Theodor (Pfalz und Bayern) die Genehmigung zur Errichtung einer Fayencemanufaktur in Mosbach. Für den Betrieb wurde ihm die leerstehende Kaserne zugewiesen. Berthevin war 1770 in der Porzellanmanufaktur Frankenthal angestellt und hatte dort den Unterglasurdruck eingeführt. Für die Produktion wurde Ton aus der Umgebung von Mosbach genutzt, das erforderliche Salz stammt aus der Saline der Stadt. Beide Rohstoffe waren für die Fayenceproduktion weitgehend untauglich. Die von Berthevin angestrebten anspruchsvollen Formen und Dekore wurden jedoch beim Brand beschädigt, was zu permanenten wirtschaftlichen Schwierigkeiten führte. Deshalb übernahm Kurfürst Carl Theodor im Jahr 1772 die Manufaktur. Berthevin behielt zunächst die technische und künstlerische Leitung, wurde aber bereits im gleichen Jahr entlassen. Die kaufmännische Leitung wurde dem Mosbacher Stadtschultheiß Heinrich Klotten übertragen.
1774 erwarb Samuel Tännich die Manufaktur. Er war in der kursächsischen Porzellanmanufaktur Meissen Porzellanmaler, war auch kurzzeitig in der Paul Hannongschen Porzellan- und Fayencemanufaktur Straßburg tätig und ging mit Hannong mit der Verlegung der Manufaktur an die Porzellanmanufaktur Frankenthal. Obwohl Tännich ein fähiger Fayencefachmann war, musste Kurfürst Carl Theodor die Manufaktur weiterhin subventionieren. 1781 gelangte die Fayencemanufaktur erneut in Kurfürstlichen Besitz, Tännich schied im gleichen Jahr aus.
Im Jahr 1782 übernahm die Compagnon-Gesellschaft List & Co die Fayencemanufaktur. List war Faktor der Fayencemanufaktur Durlach. Kurfürst Carl Theodor befreite das Unternehmen von allen Abgaben. Es gelang List aber nicht, die wirtschaftliche Situation in Mosbach zu verbessern. Er leitete das Unternehmen bis 1787. Die Manufaktur wurde in Römer & Co umbenannt. Bis zum Jahr 1828 wechselten mehrfach die Teilhaber. In diesem Jahr erwarb Werkmeister Heinrich Stadler die Manufaktur und löste sie im Jahr 1836 auf.

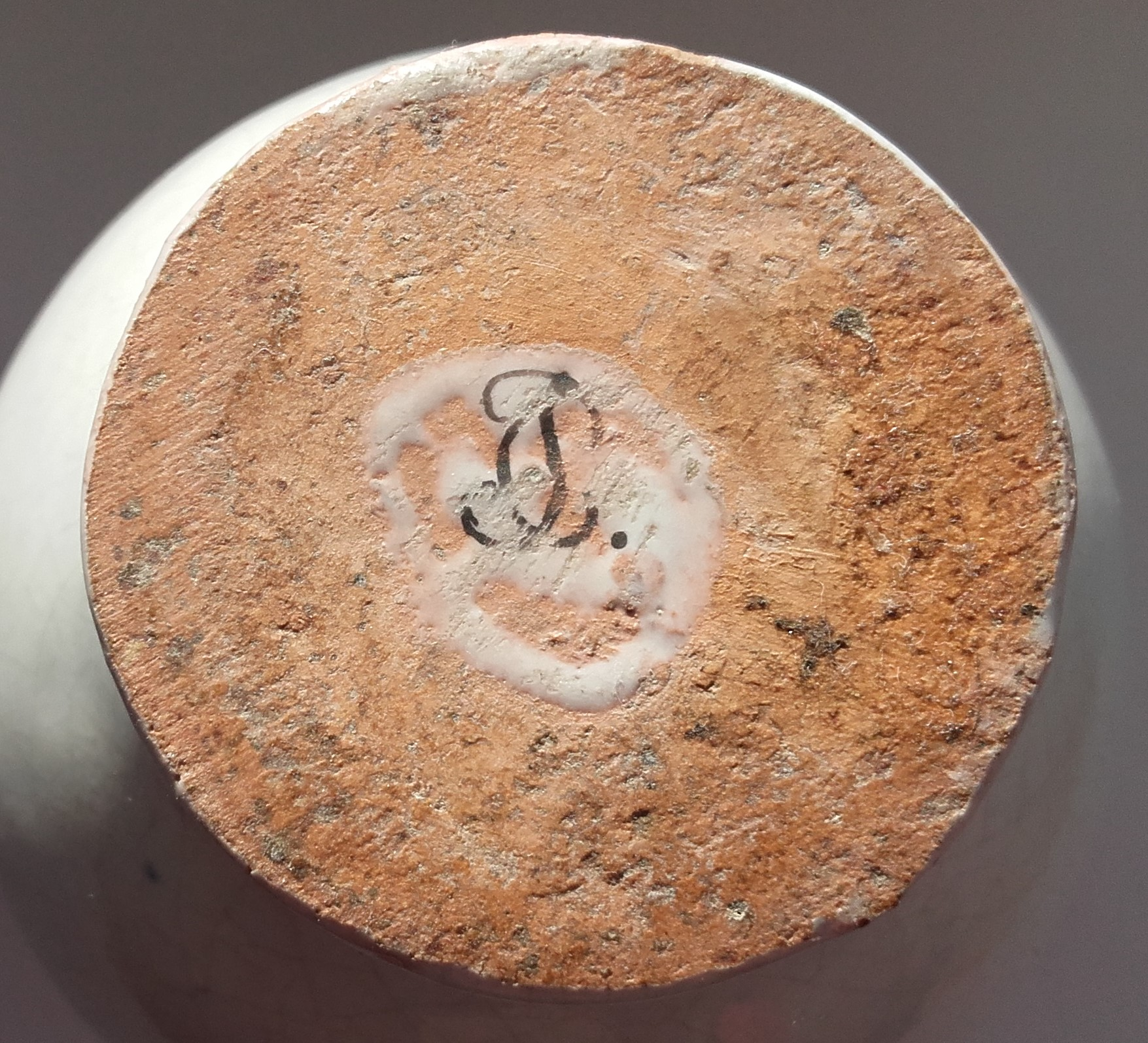
Signaturbeispiel

Außer der Mosbacher Fayencemanufaktur existierten auf damals kurpfälzischem Territorium zwei weitere Fayencemanufakturen. Von 1701 bis 1710 in Hemsbach bei Weinheim die Fayencemanufaktur von Gerard Bontemps. Von dieser Manufaktur sind bisher keine Erzeugnisse identifiziert worden. In Sulzbach, heute Sulzbach-Rosenberg, von 1752 bis 1771 die Fayencemanufaktur Sulzbach.

## Manufakturmarken
- 1770 bis 1772 Periode Pierre Berthevin: MB o mit Kurhut
- 1774 bis 1781 Periode Samuel Tännich: T, TM, TC, auch mit Kurhut
- 1782 bis 1787 Periode List: CT
- 1787 bis 1828 Periode Römer: CT, CF
- ab 1770 übergreifend Mosbach, MOSBACH[2]

Die Manufakturmarke wurde nicht auf den rauen Fayencescherben aufgebracht. Man hat sie auf die noch uneingebrannte, angetrocknete Glasur geschrieben. Im Brand sank sie in die schmelzende Zinnglasur ein. Auf diese Weise wurde die Manufakturmarke, wie im vorliegenden Bildbeispiel, von der Glasur überzogen.
Unterschied zwischen der Mosbacher und Sulzbacher CT Marke:
- Mosbach: schlanke, steile Buchstaben, schwarzwirkendes Braunviolett, mit der Rohrfeder geschrieben
- Sulzbach: gerundete Buchstaben, blau oder manganviolett wie in der Malerei, mit Pinsel aufgetragen.[4]